# Lacey Schwimmer
Lacey Schwimmer-Mae (ur. 28 czerwca 1988) – amerykańska tancerka.

## Życiorys
Dorastała w rodzinie mormońskiej w Redlands w Kalifornii. Jest młodszą siostrą Benjego Schwimmera, zwycięzcy drugiego sezonu So You Think You Can Dance. Jej rodzicami są Buddy Schwimmer i Laurie Kaufmann.
Lacey tańczy od najmłodszych lat. W wieku siedmiu lat jej tanecznym partnerem był Brian Cordoba. W wieku dziesięciu lat jej tanecznym partnerem był Blace Thompson i zdobyli 1 miejsce w Young America Division w 1998 US Open Swing Dance Championships. W styczniu 2003 r. tanecznym partnerem był Jared Murillo.
Schwimmer tańczyła na MTV Movie Awards 2008 obok Adama Sandlera.
Pojawiła się w teledysku do piosenki „Rainbow” Elisy.

## Nagrody i wyróżnienia
- 1998 – 1 miejsce: U.S. Open Swing Dance Championships; Young America Division (6–12 lat); Partner: Blace Thompson
- 2000 – 1 miejsce: U.S. Open Swing Dance Championships; Young America Division (6–14 lat); Partner: Jamie Bayard
- 2001 – 2 miejsce: U.S. Open Swing Dance Championships; Young Adult Division (14–17 lat); Partner: Jamie Bayard
- 2002 – 1 miejsce: U.S. Open Swing Dance Championships; Young Adult Division (14–17 lat); Partner: Jamie Bayard
- 2003 – 2 miejsce: U.S. Open Swing Dance Championships; Young Adult Division (14–17 lat); Partner: Jared Murillo
- 2004 – 1 miejsce: U.S. Open Swing Dance Championships; Young Adult Division (14–17 lat); Partner: Jared Murillo
- 2005 – 3 miejsce: U.S. Open Swing Dance Championships; Young Adult Division (14–17 lat); Partner: Jared Murillo
- 2006 – 1 miejsce: U.S. National Youth Latin Championships; Partner: Jared Murillo
- 2007 – 4 miejsce: So You Think You Can Dance Sezon 3
- 2007 – 1 miejsce: World Swing Dance Championships; Partner: Benji Schwimmer
- 2008 – 3 Miejsce: Dancing With The Stars Sezon 7; Partner: Lance Bass
- 2009 – 8 miejsce: Dancing With The Stars Sezon 8; Partner: Steve-O
- 2009 – 6 miejsce: Dancing With The Stars Sezon 9; Partner: Mark Dacascos

## So You Think You Can Dance
| Odcinek | Partner       | Taniec             | Muzyka                                                | Rezultat   |
| ------- | ------------- | ------------------ | ----------------------------------------------------- | ---------- |
| 1       | Kameron Bink  | Taniec współczesny | „Dancing” Elisa                                       | Bezpieczni |
| 2       | Kameron Bink  | Broadway           | „Overture/All That Jazz” Chicago                      | Bezpieczni |
| 3       | Kameron Bink  | Quickstep          | „Big and Bad” Big Bad Voodoo Daddy                    | Bezpieczni |
| 4       | Kameron Bink  | Hustle             | „Ain’t No Mountain High Enough” Inner Life            | Bezpieczni |
| 5       | Kameron Bink  | Hip hop            | "Here I Come" Fergie                                  | Bezpieczni |
| 6       | Danny Tidwell | Samba              | „Hip Hip Chin Chin” Club Des Belugas                  | Bezpieczni |
| 6       | Solówka       | Solówka            | „Waiting on the World to Change”–John Mayer           | Bezpieczni |
| 7       | Neil Haskell  | Latin jazz         | „Acid” Ray Barretto                                   | Bezpieczni |
| 7       | Neil Haskell  | Taniec współczesny | „Time” Billy Porter                                   | Bezpieczni |
| 7       | Solówka       | Solówka            | „I’m Doing Everything (For You)”–The Rocket Summer    | Bezpieczni |
| 8       | Pasha Kovalev | Hip hop            | „In The Morning” Junior Boys                          | Bezpieczni |
| 8       | Pasha Kovalev | Walc               | „A Daisy In December” – Mick McAuley & Winifred Horan | Bezpieczni |
| 8       | Solo          | Solo               | „Le Disko”–Shiny Toy Guns                             | Bezpieczni |
| 8       | Solówka       | Solówka            | „What I Like About You”–Lillix                        | Bezpieczni |
| 9       | Danny Tidwell | Walc wiedeński     | „Keep Holding On”–Avril Lavigne                       | 4 miejsce  |
| 9       | Sabra Johnson | Jazz               | „Koyal”–Nitin Sawhney                                 | 4 miejsce  |
| 9       | Neil Haskell  | Lindy hop          | „Bill’s Bounce”–Bill Elliot Swing Orchestra           | 4 miejsce  |
| 9       | Solo          | Solo               | „Technologic”–Daft Punk                               | 4 miejsce  |

## Dancing with the Stars
Lacey w programie wystąpiła sześciokrotnie.
| Rok  | Edycja    | Partner         | Lokata |
| ---- | --------- | --------------- | ------ |
| 2008 | Siódma    | Lance Bass      | 3.     |
| 2009 | Ósma      | Steve-O         | 8.     |
| 2009 | Dziewiąta | Mark Dacascos   | 6.     |
| 2010 | Jedenasta | Kyle Massey     | 2.     |
| 2011 | Dwunasta  | Mike Catherwood | 11.    |
| 2011 | Trzynasta | Chaz Bono       | 7.     |